# 자오난시
자오난시(한국어: 교남시, 중국어: 胶南市, 병음: Jiāonán Shì)는 중화인민공화국 산둥성 칭다오시의 현급시이다. 넓이는 1845km2이고, 인구는 2007년 기준으로 830,000명이다. 

## 기후
연평균 기온은 12℃이고 연평균 강수량은 794mm이다. 

## 행정 구역
6개 가도, 11개 진을 관할한다.
- 가도: 珠山街道, 珠海街道, 隐珠街道, 灵山卫街道, 铁山街道, 滨海街道.
- 진: 琅琊镇, 泊里镇, 大场镇, 大村镇, 六汪镇, 王台镇, 张家楼镇, 海青镇, 宝山镇, 藏南镇, 理务关镇.